# Union busting

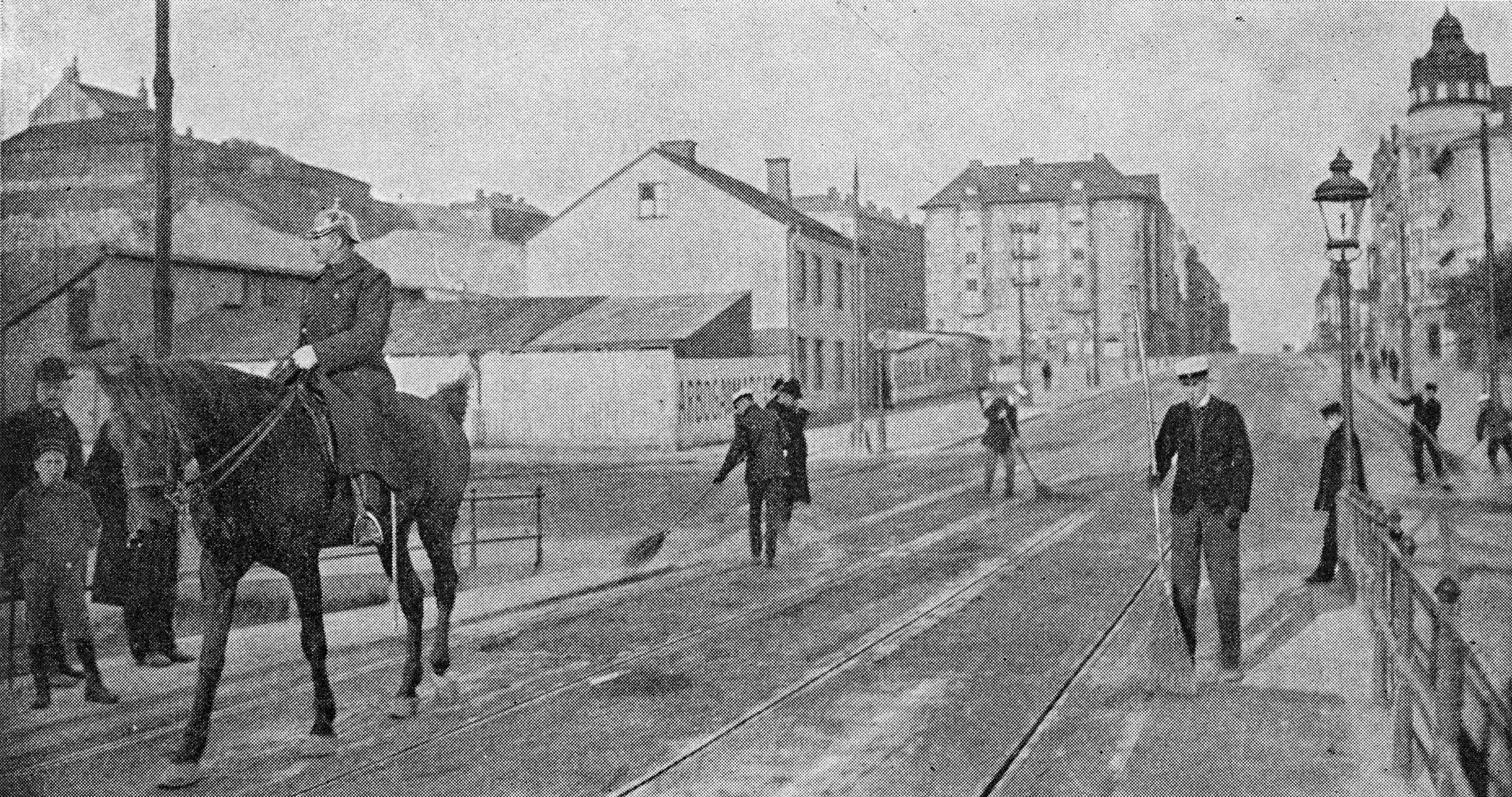
I maj 1905 gick renhållningsarbetarna i Stockholm ut i strejk. Studenter gick då in som strejkbrytare och arbetade med renhållning och på sopstationer vilket ledde till våldsamma sammandrabbningar mellan strejkande, studenter och polis. Omkring 50 personer skadades och ett trettiotal anhölls den 27 maj 1905.

Union busting (anti-facklig verksamhet) är ett samlingsbegrepp för en rad aktiviteter som kan vidtas av arbetsgivare eller arbetsgivarorganisationer för att störa, eller förhindra bildandet av, fria fackföreningar. 

## Allmänt
Begreppet är hämtat från USA, och kan innefatta både lagliga och olagliga metoder, på en skala från subtilt till våldsamt. Syftet kan vara att omöjliggöra den fackliga organiseringen som sådan, men också att upphäva redan befintliga avtal och överenskommelser om sådant som löner, arbetarskydd och andra villkor inom ett företag, en bransch eller en nation. 
Rätten att organisera sig fackligt har skydd av FN:s deklaration om de mänskliga rättigheterna (paragraf 23), och finns även kodifierad av ILO. Bestämmelserna där är dock inte rättsligt bindande och de saknar i de flesta jurisdiktioner direkt effekt på den rättsliga relationen mellan arbetsgivare, anställda och fackföreningar. Nationella lagar är därför mer styrande för till exempel rätten att sprida facklig information, ta upp medlemsavgifter och hålla möten på och utanför arbetsplatsen. Detsamma gäller allt som rör avtal, anställning, uppsägning, blockader, lock-out, strejk och strejkbryteri.
Union busting kan bedrivas med juridiska verktyg, som stämningar och skadeståndskrav, men det förekommer även bland annat olaga uppsägningar och blockader eller manipulering av ombudsmannaval. Ibland bildas arbetsgivarstyrda, så kallade ”gula”, fackföreningar. Internationellt sett är det inte ovanligt med rent kriminella strategier som kan inkludera bland annat spionage och olaga övervakning, förtal och svartlistning, misshandel och ibland mord för att undanröja fackligt aktiva.

## Union busting i Sverige

### 1800-tal
Under 1800-talets sista decennier gjorde den socialistiska fackföreningsrörelsen stora framsteg i Sverige, men arbetsgivarsidan gav inte med sig utan motstånd. Större strejker organiserades med skiftande framgång bland annat i Sundsvall 1879 och Norberg 1891. Den nationella rösträttsstrejken 1902 berörde cirka 120 000 arbetare, men det mest bestående resultatet av den blev bildandet av Svenska Arbetsgivareföreningen, i syfte att vara en "motkraft till LO".

### 1900-tal
Vid många arbetsplatskonflikter i början av 1900-talet möttes fackliga krav med lockout och strejkbrytare, som fanns i bakgrunden till bland annat kommunalarbetarkonflikten i Sundsvall 1921–1925 och Ådalshändelserna 1931. Rätten att över huvud taget organisera sig utmanades till exempel på sulfitfabriken i Mackmyra 1906, där arbetsgivarens reaktion på fackliga krav var att stänga fabriken och vräka 40 familjer. Efter sex månaders konflikt vann arbetarna, och LO och SAF slöt den så kallade Decemberkompromissen som gav LO-anslutna arbetare rätt till organisering och kollektivavtal, mot att facket accepterade arbetsgivarnas rätt att leda och fördela arbetet. Den så kallade Åkarpslagen som instiftats 1899 gav dock fortsatt explicit skydd för strejkbryteri och användes flitigt mot strejkvakter fram tills Saltsjöbadsavtalet skrevs under 1938.
Ännu på 1920-talet krävdes på sina håll strid för att få sluta avtal, se till exempel lantarbetarkonflikten i Möre 1929 och för organisationer som SAC har det varit fortsatt svårt att få sina grundläggande rättigheter tillgodosedda, vilket prövats genom större konflikter i bland annat Lossmen–Ekträsk 1924–1931 (Sveriges längsta lockout) och Stripa gruva 1925–1927. 

### SAFs syndikalistkommitté
Under slutet av 1910-talet rönte den syndikalistiska fackföreningsrörelsen genom den 1910 bildade Sveriges Arbetares Centralorganisation (SAC) allt större framgångar. Svenska Arbetsgivareföreningen (SAF) tillsatte därför en särskild kommitté för att utreda hur man effektivast kunde sätta stopp för dess utbredning. Kommittén presenterade sina slutsatser 1924, vilka sammanfattningsvis pekade på att man endast kunde komma åt syndikalisterna genom att bryta solidariteten med de syndikalistiskt organiserade arbetarna från den övriga fackliga rörelsen. För att åstadkomma detta sökte SAF påverka staten och lagstiftningen, vilket i sin tur gav LO-ledningen incitament att driva på sina förbund och dess lokalavdelningar att inte respektera syndikalisternas stridsåtgärder.

### Nutid
Även i nutid sker kränkningar av liknande sort. Så sent som 2016–2018 har i Göteborgs hamn den fristående fackföreningen Hamnarbetareförbundet varit i konflikt med APM Terminals (ägt av danska Maersk), som av flera fackliga organisationer (Ledarna, Transport, Unionen) anklagats för att inta en anti-facklig hållning. Bland annat ska de ha lagt sig i interna fackliga frågor och nonchalerat svensk lag rörande bland annat skyddsombud, semester och föräldraledighet. APM Terminals har också krävt skadestånd av enskilda arbetare för facklig aktivitet, vilket prövats i Arbetsdomstolen (2018 nr 34). Utfallet blev att arbetarna fick rätt och arbetsgivaren dömdes att stå för rättegångskostnaderna.